# 大衛·格芬廳

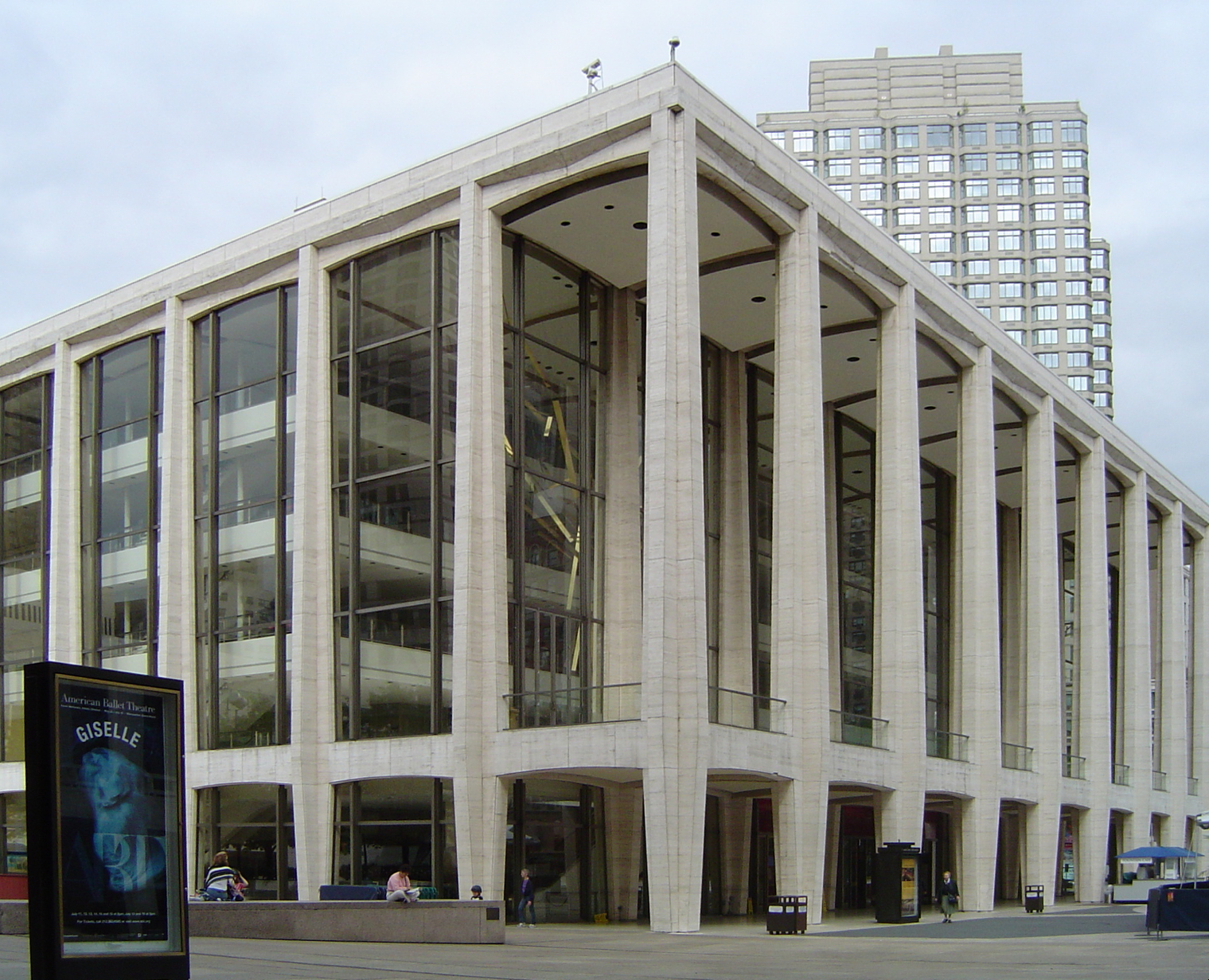
林肯中心的大衛·格芬廳

大衛·格芬廳（英語：David Geffen Hall）位於美國紐約市，世界百大廳院之一，是林肯表演藝術中心的一部分。它是紐約愛樂的主場地，有2,738個觀眾席。

## 歷史
這座音樂廳建於1962年，音樂廳的建築由馬克斯·阿布拉莫維茨（Max Abramovitz）設計。最初名為愛樂廳，後來因為愛樂協會董事會成員之一的艾弗里·費雪（Avery Fisher）於1973年捐贈了1050萬美元給了紐約愛樂，因此音樂廳也改以他的名字命名。
2014年11月13日，林肯中心正式宣布將「艾弗里·費雪廳」更名為「大衛·格芬廳」。
2017年3月29日，韩国三星电子的“Samsung Galaxy Unpacked 2017”在大衛·格芬廳举办。

## 外部連結
- 音樂廳資訊（英語）[永久]
- 音樂廳表演訊息（英語） （页面存档备份，存于）